# Hadula graeseri
Hadula graeseri är en fjärilsart som beskrevs av Rudolf Püngeler 1898. Hadula graeseri ingår i släktet Hadula och familjen nattflyn. Inga underarter finns listade i Catalogue of Life.